# Ernest Hemingway House

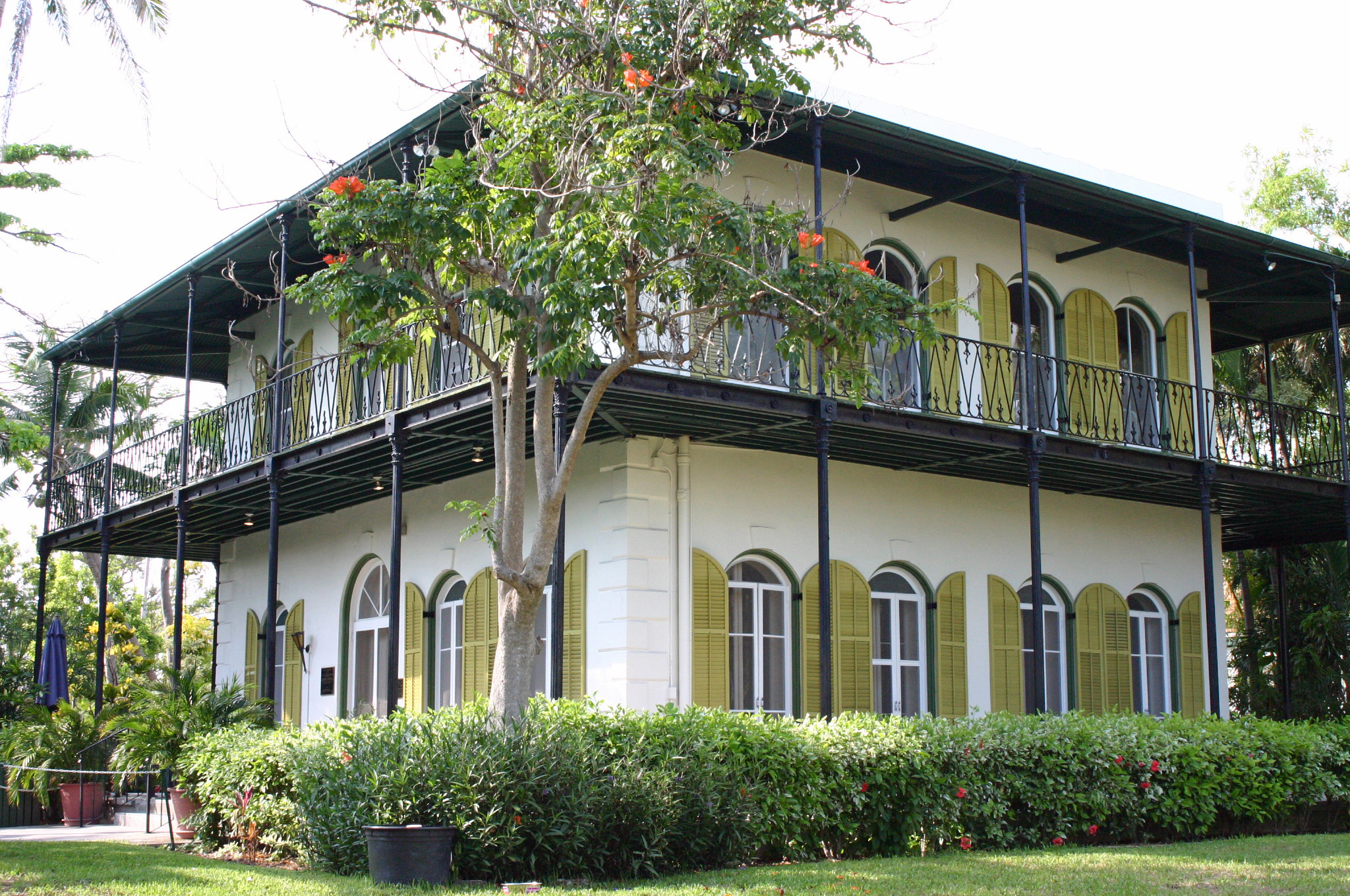
Ernest Hemingway House

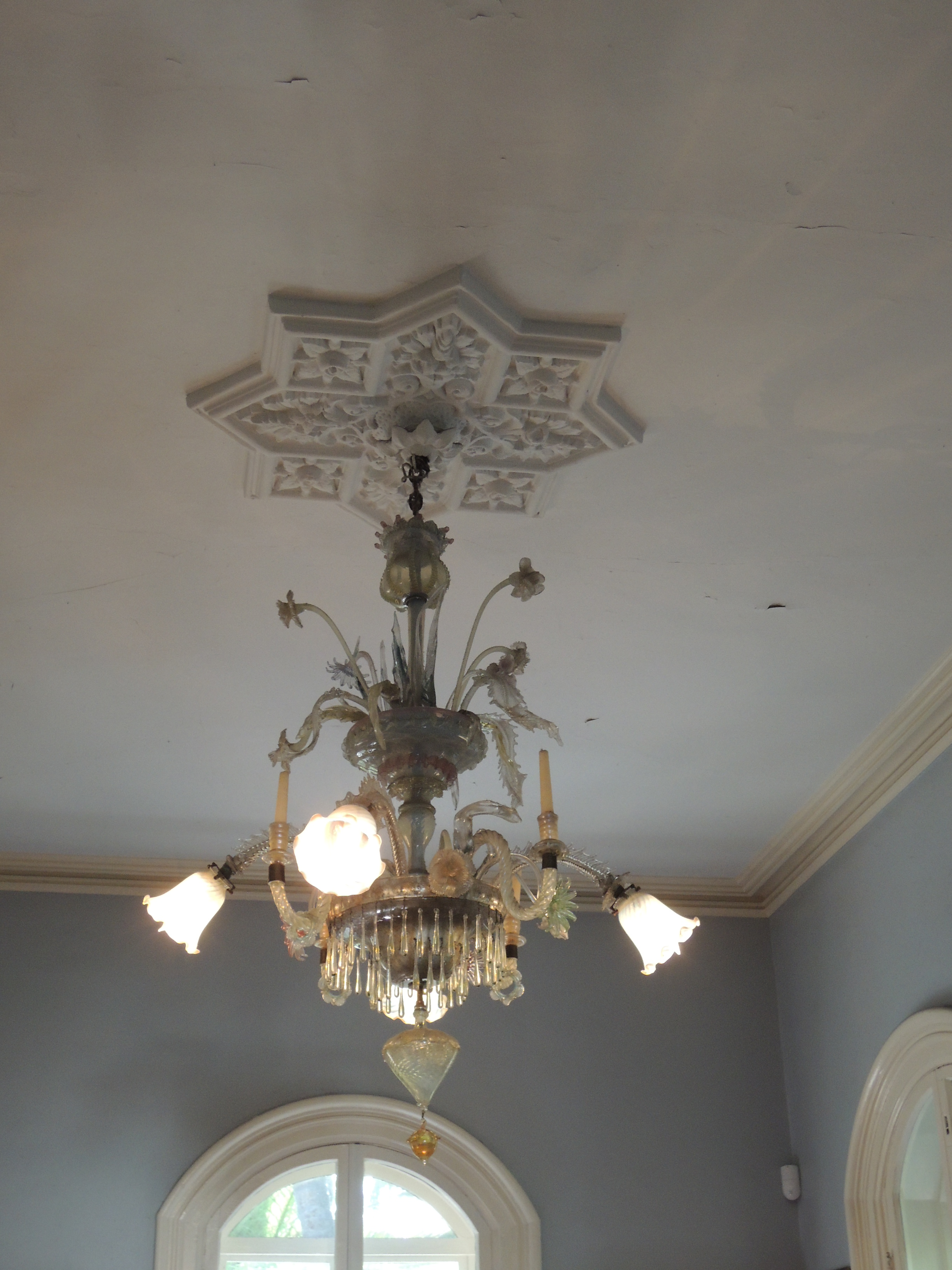
De kroonluchter

Het Ernest Hemingway House is een toeristische attractie in de Amerikaanse plaats Key West (Florida). Het is het huis waarin Ernest Hemingway van 1931 tot 1939 woonde en onder andere The Snows of Kilimanjaro en The Short Happy Life of Francis Macomber schreef.
Het pand bestaat uit twee verdiepingen met op de eerste verdieping een veranda die om de hele verdieping loopt. Op het terrein staat een tweede pand dat Hemingway gebruikte als hij aan het schrijven was. Vanaf 1935 werd het huis aangeprezen als toeristische attractie. Dit was een reden voor de familie Hemingway om een muur rond de tuin te bouwen. Toen Hemingway in 1938 in Spanje werkte als correspondent in de Spaanse Burgeroorlog liet zijn vrouw een zwembad aanleggen. Dit was het eerste zwembad op de keys. Als grapje heeft Hemingway toen een munt van één cent in het beton laten vastzetten. Dit is zogenaamd Hemingway's laatste cent die door zijn vrouw werd uitgegeven. In de tuin staat een fontein die gemaakt is van een urinoir uit Sloppy Joe's bar waar Hemingway vaak kwam.
Het huis is sinds 1968 een National Historic Landmark. Er wonen nog steeds een aantal katten in het huis die afstammelingen zijn van de katten van Hemingway. Deze katten zijn bijzonder doordat ze zes of zeven nagels aan hun pootjes hebben. Het meubilair is niet van Hemingway, met uitzondering van een kroonluchter.
Ernest Hemingway House werd samen met de vuurtoren aan de overkant als decor gebruikt in de film Licence to Kill uit 1989.